# Diplodonta striatula
Diplodonta striatula is een tweekleppigensoort uit de familie van de Ungulinidae. De wetenschappelijke naam van de soort is voor het eerst geldig gepubliceerd in 1926 door Finly.